# Stacy Valentine
Stacy Valentine, pseudonimo di Stacy Baker (Tulsa, 9 agosto 1970), è un'ex attrice pornografica statunitense.

## Biografia
Adottata dai suoi genitori a Tulsa, Oklahoma e sposatasi in giovane età, la Baker è stata spinta dal suo secondo marito a rifarsi il seno, e posare per la rivista "Gallery" nel concorso di fotografia amatoriale (denominata La ragazza della porta accanto). Ha vinto il concorso e le foto sono state pubblicate anche dalla rivista "Hustler", per cui ha posato anche per altri due servizi fotografici. Infastidito dall'inizio della sua carriera come modella di nudo, il marito le ha dato un ultimatum: o lui, o il lavoro. Stacy ha così deciso di lasciare il marito e si è trasferita a Los Angeles per iniziare una carriera nel mondo dei film per adulti.
Ha preso il suo pseudonimo dal fatto che è apparsa nel suo primo film pornografico per adulti, Bikini Beach 4, il 14 febbraio 1996, giorno di san Valentino. Ha girato il suo ultimo film esattamente quattro anni dopo, nel 2000. L'attrice aveva deciso fin dall'inizio di non restare nell'industria per adulti troppo a lungo.
(Stacy Valentine)
Dal 2010 vive in California dove lavora come direttrice del reclutamento modelle per la rivista Penthouse. Fa parte della Hall of Fame sia degli AVN che degli XRCO Award.

## La Ragazza della porta Accanto
Verso la fine degli anni novanta, la Valentine ha mostrato per due anni tutti gli aspetti della propria vita alla regista Christine Fugate. La Fugate ha quindi assemblato il materiale raccolto in un documentario apprezzato dalla critica chiamato The Girl Next Door (da non confondere con il film omonimo del 2004). Il documentario esamina la vita di pornostar della Valentine, il suo lavoro nei film per adulti, gli interventi di chirurgia estetica, la relazione sentimentale con Julian, i suoi problemi di fiducia in se stessa, e di depressione, e la sua difficoltà nello stringere relazioni al di fuori dello schermo.
Riguardo al documentario la Valentine, ha detto:
(Stacy Valentine.)
La recensione del documentario da parte del New York Times fa invece un'analisi diversa:
(The New York Times)

## Riconoscimenti
- 1997 XRCO Starlet of the Year[10]
- 1997 Editor's Choice – Best New Starlet
- 1998 FOXE Fan Favorite
- 1998 Hot D'Or Frances' Best American Starlet
- 1999 XRCO Performer of the Year[11]
- 1999 FOXE Fan Favorite
- 1999 Barcelona International – Best Actress
- 2009 – XRCO Hall of Fame[12]
- 2012 – AVN Hall of Fame - Video Branch

## Filmografia
- Abused (1996)
- Allure (1996)
- Anal Connection (1996)
- Anal Professor (1996)
- Anal Video Virgins 2 (1996)
- Asses Galore 3: Pure Evil (1996)
- Bikini Beach 4 (1996)
- Bikini Beach 5 (1996)
- Crack Attack (1996)
- Cumming Clean (1996)
- Deadly Sin (1996)
- Director's Wet Dreams (1996)
- Dirty Bob's Xcellent Adventures 27 (1996)
- Dominant Jean (1996)
- Executions on Butt Row (1996)
- Expose Me Again (1996)
- First Time Ever 2 (1996)
- From the Heart (1996)
- Hell Hole (1996)
- Hillbilly Honeys (1996)
- Hollywood Confidential (1996)
- In Cold Sweat (1996)
- Indecent Exposures (1996)
- Memories (1996)
- Micky Ray's Hot Shots 1 (1996)
- Mystique (1996)
- Nasty Nymphos 13 (1996)
- Philmore Butts All American Butt Search (1996)
- Pickup Lines 6 (1996)
- Playtime (1996)
- Primarily Yours (1996)
- Pussyman Auditions 20 (1996)
- Sorority Sex Kittens 3 (1996)
- Up And Cummers 31 (1996)
- Up Close and Personal 3 (1996)
- Video Virgins 29 (1996)
- Cafe Flesh 2 (1997)
- Convention Cuties (1997)
- Deep Inside Shayla LaVeaux (1997)
- Dirty Bob's Xcellent Adventures 30 (1997)
- Dirty Bob's Xcellent Adventures 31 (1997)
- Dirty Bob's Xcellent Adventures 32 (1997)
- Dirty Bob's Xcellent Adventures 33 (1997)
- Dirty Bob's Xcellent Adventures 36 (1997)
- Dirty Bob's Xcellent Adventures 37 (1997)
- Diva 3: Pure Pink (1997)
- Eternal Lust 1 (1997)
- Eternal Lust 2 (1997)
- First Time Ever 3 (1997)
- Girl Watcher's Delight 78: Catalina (1997)
- House of 7 Sins (1997)
- I Love Lesbians 2 (1997)
- L.A. Lust (1997)
- Little Piece Of My Heart (1997)
- Maxed Out 3 (1997)
- Misty Cam's Birthday Party (1997)
- My Horny Valentine (1997)
- New Wave Hookers 5 (1997)
- Nikki Tyler, PI (1997)
- Original Sin (1997)
- Philmore Butts Taking Care Of Business (1997)
- Red Vibe Diaries 1: Object Of Desire (1997)
- Satyr (1997)
- Sex Quest (1997)
- Stardust 5 (1997)
- Amazing Sex Talk 1 (1998)
- Amazing Sex Talk 3 (1998)
- Beauty Captured (1998)
- Femme Covert (1998)
- First Time Ever 4 (1998)
- First Time Ever 5 (1998)
- Forever Night (1998)
- Habits of the Heart (1998)
- I Love Lesbians 3 (1998)
- LA Fashion Girls (1998)
- Marilee (1998)
- Pleasure Pit (1998)
- Red Vibe Diaries 2: Dark Desires (1998)
- Sex Commandos (1998)
- Sexy Nurses 3 (1998)
- Still Insatiable (1998)
- Thrust (1998)
- Undercover Desires (1998)
- White Angel (1998)
- Adult Video News Awards 1999 (1999)
- African Heat (1999)
- Devil in Miss Jones 6 (1999)
- Diva Girls (1999)
- Ladies Night Out 1 (1999)
- Magnum Love (1999)
- Maxed Out 16 (1999)
- Naked City Tampa Bay 1 (1999)
- Naked City Tampa Bay 2 (1999)
- Private XXX 5 (1999)
- Raw Sex 6 (1999)
- Torn (1999)
- Victoria Falls (1999)
- Wild Flower (1999)
- Big Tops 2 (2000)
- Big Tops 3 (2000)
- Butts Up (2000)
- Chasing Stacy (2000)
- Cold Feet (2000)
- Cum Shots 1 (2000)
- Deep Inside Stacy Valentine (2000)
- Girl Next Door (2000)
- Joey Silvera's All-Star Blondes 1 (2000)
- My Plaything: Stacy Valentine (2000)
- Only the Best: Staci Valentine (2000)
- Planet Max 1 (2000)
- Raw (2000)
- Red Vibe Diaries 3 (2000)
- Snatch Adams (2000)
- Stupid Cupid (2000)
- Clam Jumpers (2001)
- Young Buns 2 (2002)
- Eye Spy: Chasey Lain (2003)
- Face Down Ass Up (2003)
- Stacy Valentine Exposed (2003)
- Ashley Renee Exposed (2004)
- Double Dippin (2004)
- Three Splooges (2004)
- Bald Beaver Blast (2005)
- Great White North 1 (2005)
- Halloweenies And Wenches (2005)
- Sucking the Big One (2005)
- Up and Cummers 126 (2005)
- Rack 'em Up (2006)
- Double Stuffed Creampuffs (2008)
- Adam and Eve's 40th Anniversary Collection (2011)

## Apparizioni televisive
- The Roseanne Show, nel ruolo di sé stessa 17 maggio 2000